# Superliga de Eslovaquia 2023-24
La temporada 2023-24 es la edición número 31 de la Superliga de Eslovaquia, la máxima categoría del fútbol profesional en Eslovaquia. La temporada comenzó el 28 de julio de 2024 y finalizó en mayo de 2024.
El Slovan Bratislava es el campeón defensor de la Superliga, después de conquistar el decimotercer título de su historia la temporada anterior.

## Formato
Los 12 equipos participantes jugarán entre sí todos contra todos dos veces totalizando 22 partidos cada uno, al término de la fecha 22 los seis primeros clasificados pasaron a jugar la Ronda por el campeonato, mientras que los otros seis pasaron a jugar la Ronda por la permanencia.
En la Ronda por el campeonato los 6 equipos participantes jugarán entre sí, todos contra todos, dos veces totalizando, 32 partidos, al término de la fecha 32, el primer clasificado se coronará campeón y obtendrá un cupo para la Primera ronda de la Liga de Campeones 2023-24, mientras que el segundo y el tercero obtendrán un cupo para la Primera ronda de la Liga de Conferencia Europa 2023-24.
En la Ronda por la permanencia, los 6 equipos participantes jugaran entre sí todos contra todos dos veces totalizando 32 partidos cada uno, al término de la fecha 32, el penúltimo clasificado jugará un play-off de relegación contra el subcampeón de la 2. liga y el último descenderá directamente a la 2. liga 2024-25
Un tercer cupo a la Segunda ronda de la Liga de Conferencia Europa 2024-25 será asignado al campeón de la Copa de Eslovaquia.

## Ascensos y descensos
| Pos. | Descendido de Superliga de Eslovaquia 2022-23 |
| ---- | --------------------------------------------- |
| 12.º | Tatran Liptovský Mikuláš                      |

| Pos. | Ascendido de 2. Liga de Eslovaquia 2022-23 |
| ---- | ------------------------------------------ |
| 1.º  | Košice                                     |

## Equipos participantes
| Club                  | Ciudad          | Estadio                     | Capacidad |
| --------------------- | --------------- | --------------------------- | --------- |
| DAC Dunajská Streda   | Dunajská Streda | MOL Aréna                   | 12,700    |
| Dukla Banská Bystrica | Banská Bystrica | Štadión SNP                 | 7,900     |
| Košice                | Košice          | Košická Futbalová Aréna     | 5,830     |
| Ružomberok            | Ružomberok      | Štadión pod Čebraťom        | 4,817     |
| Skalica               | Skalica         | Mestský štadión Skalica     | 1,500     |
| Slovan Bratislava     | Bratislava      | Tehelné pole                | 22,500    |
| Spartak Trnava        | Trnava          | Štadión Antona Malatinského | 19,200    |
| Trenčín               | Trenčín         | Štadión na Sihoti           | 10,000    |
| Žilina                | Žilina          | Štadión pod Dubňom          | 11,253    |
| Železiarne Podbrezová | Podbrezová      | ZELPO Aréna                 | 4,061     |
| Zemplín Michalovce    | Michalovce      | Mestský futbalový štadión   | 4,440     |
| Zlaté Moravce         | Zlaté Moravce   | Štadión FC ViOn             | 4,006     |

## Temporada regular

### Tabla de posiciones
| Pos. | Equipo                | Pts. | PJ | G  | E | P  | GF | GC | Dif. | Clasificación 2023-24 |
| ---- | --------------------- | ---- | -- | -- | - | -- | -- | -- | ---- | --------------------- |
| 1    | Slovan Bratislava     | 57   | 22 | 18 | 3 | 1  | 57 | 16 | +41  | Grupo de campeonato   |
| 2    | Žilina                | 41   | 22 | 12 | 5 | 5  | 40 | 30 | +10  | Grupo de campeonato   |
| 3    | Spartak Trnava        | 39   | 22 | 12 | 3 | 7  | 31 | 22 | +9   | Grupo de campeonato   |
| 4    | DAC Dunajská Streda   | 37   | 22 | 10 | 7 | 5  | 31 | 21 | +10  | Grupo de campeonato   |
| 5    | Železiarne Podbrezová | 34   | 22 | 10 | 4 | 8  | 40 | 34 | +6   | Grupo de campeonato   |
| 6    | Ružomberok            | 34   | 22 | 9  | 7 | 6  | 28 | 31 | −3   | Grupo de campeonato   |
| 7    | Trenčín               | 34   | 22 | 9  | 7 | 6  | 31 | 23 | +8   | Grupo de descenso     |
| 8    | Dukla Banská Bystrica | 34   | 22 | 9  | 7 | 6  | 38 | 30 | +8   | Grupo de descenso     |
| 9    | Skalica               | 23   | 22 | 6  | 5 | 11 | 19 | 25 | −6   | Grupo de descenso     |
| 10   | Košice                | 17   | 22 | 4  | 5 | 13 | 19 | 45 | −26  | Grupo de descenso     |
| 11   | Zemplín Michalovce    | 10   | 22 | 1  | 7 | 14 | 19 | 42 | −23  | Grupo de descenso     |
| 12   | Zlaté Moravce         | 4    | 22 | 0  | 4 | 18 | 14 | 48 | −34  | Grupo de descenso     |

Actualizado a los partidos jugados el 2 de marzo de 2024.
 Fuente: Fortuna Liga, Soccerway
Criterios de clasificación: 1) Puntos; 2) puntos entre sí; 3) diferencia de goles entre sí; 4) Goles de visita entre sí; 5) Play-off.

### Resultados
| Local \ Visitante     | DAC | DUK | KOS | RUZ | SKA | SLO | SPA | TRE | ZPO | ZEM | ZIL | ZLA |
| --------------------- | --- | --- | --- | --- | --- | --- | --- | --- | --- | --- | --- | --- |
| DAC Dunajská Streda   | —   | 1–2 | 5–2 | 1–1 | 1–0 | 3–1 | 0–1 | 0–0 | 3–2 | 2–1 | 1–1 | 3–0 |
| Dukla Banská Bystrica | 0–0 | —   | 1–1 | 1–1 | 2–1 | 1–4 | 1–2 | 1–1 | 1–4 | 3–1 | 3–1 | 1–1 |
| Košice                | 0–3 | 2–4 | —   | 2–2 | 2–1 | 0–0 | 0–2 | 0–3 | 0–0 | 2–1 | 0–3 | 1–0 |
| Ružomberok            | 1–1 | 2–1 | 1–0 | —   | 2–1 | 1–2 | 1–0 | 1–0 | 2–1 | 0–0 | 0–2 | 2–0 |
| Skalica               | 0–1 | 0–3 | 1–0 | 1–0 | —   | 1–2 | 0–0 | 0–0 | 3–0 | 2–1 | 1–1 | 2–0 |
| Slovan Bratislava     | 2–1 | 2–2 | 4–0 | 2–2 | 1–0 | —   | 2–0 | 2–0 | 3–2 | 5–1 | 2–0 | 4–1 |
| Spartak Trnava        | 1–2 | 2–0 | 3–0 | 2–2 | 2–0 | 1–2 | —   | 1–2 | 2–0 | 1–0 | 0–2 | 1–0 |
| Trenčín               | 1–0 | 1–0 | 4–1 | 4–1 | 0–0 | 0–2 | 2–3 | —   | 1–2 | 2–0 | 0–0 | 4–1 |
| Železiarne Podbrezová | 0–0 | 2–2 | 5–3 | 5–0 | 1–0 | 0–6 | 1–2 | 2–2 | —   | 2–1 | 2–0 | 1–0 |
| Zemplín Michalovce    | 0–0 | 0–3 | 0–2 | 0–1 | 1–1 | 0–2 | 3–4 | 0–0 | 1–5 | —   | 1–1 | 4–1 |
| Žilina                | 5–1 | 1–4 | 1–0 | 3–1 | 5–3 | 0–4 | 1–0 | 5–2 | 2–1 | 1–1 | —   | 3–2 |
| Zlaté Moravce         | 0–2 | 0–2 | 1–1 | 2–4 | 0–1 | 0–3 | 1–1 | 1–2 | 0–2 | 2–2 | 1–2 | —   |

## Ronda Campeonato

### Tabla de posiciones
| Pos. | Equipo                | Pts. | PJ | G  | E  | P  | GF | GC | Dif. | Clasificación 2024-25                       |
| ---- | --------------------- | ---- | -- | -- | -- | -- | -- | -- | ---- | ------------------------------------------- |
| 1    | Slovan Bratislava (C) | 73   | 32 | 23 | 4  | 5  | 76 | 31 | +45  | Primera ronda de la Liga de Campeones       |
| 2    | DAC Dunajská Streda   | 58   | 32 | 16 | 10 | 6  | 49 | 32 | +17  | Segunda ronda de la Liga Europa Conferencia |
| 3    | Spartak Trnava        | 57   | 32 | 18 | 3  | 11 | 47 | 29 | +18  | Segunda ronda de la Liga Europa Conferencia |
| 4    | Žilina                | 55   | 32 | 16 | 7  | 9  | 54 | 45 | +9   |                                             |
| 5    | Ružomberok            | 47   | 32 | 12 | 11 | 9  | 38 | 43 | −5   | Primera ronda de la Liga Europa             |
| 6    | Železiarne Podbrezová | 37   | 32 | 11 | 4  | 17 | 49 | 60 | −11  |                                             |

Actualizado a los partidos jugados el 18 de mayo de 2024.
 Fuente: Fortuna Liga, Soccerway
Criterios de clasificación: 1) Puntos; 2) puntos entre sí; 3) diferencia de goles entre sí; 4) Goles de visita entre sí; 5) Play-off.
Notas:
1. ↑  El Ružomberok se clasificó a la Liga Europa como campeón de la Copa de Eslovaquia.

### Resultados
| Local \ Visitante     | DAC | RUZ | SLO | SPA | ZPO | ZIL |
| --------------------- | --- | --- | --- | --- | --- | --- |
| DAC Dunajská Streda   | —   | 0–0 | 5–3 | 1–0 | 3–1 | 2–1 |
| Ružomberok            | 1–1 | —   | 0–1 | 2–1 | 3–2 | 1–1 |
| Slovan Bratislava     | 0–0 | 5–1 | —   | 0–2 | 2–1 | 2–3 |
| Spartak Trnava        | 3–0 | 1–0 | 1–2 | —   | 5–0 | 1–0 |
| Železiarne Podbrezová | 0–3 | 0–2 | 2–1 | 0–2 | —   | 1–2 |
| Žilina                | 2–3 | 0–0 | 0–3 | 2–0 | 3–2 | —   |

|                                       |
| Bandera de Eslovaquia                 |
| Campeón Slovan Bratislava 14.º título |

## Grupo Descenso

### Tabla de posiciones
| Pos. | Equipo                 | Pts. | PJ | G  | E  | P  | GF | GC | Dif. | Clasificación 2023-24 |
| ---- | ---------------------- | ---- | -- | -- | -- | -- | -- | -- | ---- | --------------------- |
| 1    | Dukla Banská Bystrica  | 51   | 32 | 14 | 9  | 9  | 50 | 41 | +9   |                       |
| 2    | Trenčín                | 49   | 32 | 13 | 10 | 9  | 48 | 34 | +14  |                       |
| 3    | Skalica                | 40   | 32 | 11 | 7  | 14 | 35 | 38 | −3   |                       |
| 4    | Košice                 | 27   | 32 | 7  | 6  | 19 | 27 | 56 | −29  |                       |
| 5    | Zemplín Michalovce (O) | 27   | 32 | 6  | 9  | 17 | 29 | 48 | −19  | Play-off de descenso  |
| 6    | Zlaté Moravce (D)      | 12   | 32 | 2  | 6  | 24 | 21 | 66 | −45  | Descenso a 2. Liga    |

Actualizado a los partidos jugados el 18 de mayo de 2024.
 Fuente: Fortuna Liga, SoccerWay

### Resultados
| Local \ Visitante     | DUK | KOS | SKA | TRE | ZEM | ZLA |
| --------------------- | --- | --- | --- | --- | --- | --- |
| Dukla Banská Bystrica | —   | 2–1 | 2–2 | 4–2 | 0–1 | 0–0 |
| Košice                | 0–1 | —   | 1–2 | 0–0 | 2–0 | 0–2 |
| Skalica               | 1–2 | 1–0 | —   | 0–4 | 0–0 | 4–1 |
| Trenčín               | 2–0 | 1–2 | 1–3 | —   | 1–0 | 4–0 |
| Zemplín Michalovce    | 2–0 | 1–0 | 1–3 | 0–0 | —   | 3–0 |
| Zlaté Moravce         | 0–1 | 1–2 | 1–0 | 2–2 | 0–2 | —   |

## Play-off de descenso
| 21 de mayo de 2024 | Petržalka                    | 2:1 (2:1) | Zemplín Michalovce | Štadión FC Petržalka, Petržalka                         |                                                         |
| 17:30              | Begala 21' · Gašparovič 42+' | Reporte   | Žofčák 40'         | Asistencia: 3898 espectadores Árbitro(s): Erik Gemzický | Asistencia: 3898 espectadores Árbitro(s): Erik Gemzický |

| 25 de mayo de 2024 | Zemplín Michalovce        | 2:0 (2:0) (Global 3:2) | Petržalka | Mestský futbalový štadión, Michalovce                    |                                                          |
| 16:30              | Halouska 9' · Arevalo 32' | Reporte                |           | Asistencia: 2986 espectadores Árbitro(s): Peter Kráľovič | Asistencia: 2986 espectadores Árbitro(s): Peter Kráľovič |

## Goleadores
Actualizado el 18 de mayo de 2024.
| Pos. | Jugador           | Equipo                | Goles |
| ---- | ----------------- | --------------------- | ----- |
| 1    | Robert Polievka   | Dukla Banská Bystrica | 13    |
| 1    | Tigran Barseghyan | Slovan Bratislava     | 13    |
| 3    | Martin Rymarenko  | Dukla Banská Bystrica | 12    |
| 3    | Matej Trusa       | DAC Dunajská Streda   | 12    |
| 5    | David Strelec     | Slovan Bratislava     | 11    |